# Mizuho Financial Group
Mizuho Financial Group, Inc. (株式会社みずほフィナンシャルグループ Kabushiki-gaisha Mizuho Finansharu Gurūpu?) abreviado como MHFG, o simplemente llamado Mizuho, es un holding bancario con sede en el distrito Ōtemachi de Chiyoda (Tokio), Japón.
Posee activos que superan los US$1,8 billones a través de su control de Mizuho Bank y otras filiales operativas. Las participaciones combinadas de la compañía forman el tercer grupo de servicios financieros más grande de Japón. Sus negocios bancarios ocupan el tercer lugar en Japón después de Mitsubishi UFJ Financial Group y SMBC Group. Además, era la decimocuarta institución bancaria más grande del mundo por activos totales a diciembre de 2018. También fue la 242a empresa más grande del mundo según la clasificación de Forbes a mayo de 2020.

## Historia
Línea de tiempo
- 1864 - Yasuda-ya es fundada como una empresa privada.
- 1883 - El Dai-Ichi Bank, Ltd. se establece como el primer banco en Japón.
- 1897 - El Banco Kangyo Nippon, Ltd. y el Industrial Bank of Japan, Limited se establecen como instituciones gubernamentales.
- 1912 - Yasuda-ya es incorporada y renombrada a Yasuda Banco.
- 1948 - Banco Yasuda se cambia el nombre a Fuji Bank, Limited.
- 1950 - El Banco Kangyo Nippon y IBJ son privatizadas.
- 1971 - El Banco de Dai-ichi y el Banco Kangyo Nippon se fusionan para formar el Dai-Ichi Kangyo Bank, Limited.
- 1999 - DKB, Fuji y IBJ anuncian un acuerdo para consolidar las operaciones de los tres bancos.
- 2000 - DKB, Fuji y IBJ establecen un holding llamado Mizuho Holdings, Inc.
- 2002 - DKB, Fuji y IBJ están oficialmente y legalmente combinadas en dos bancos, Mizuho Bank, Ltd. y Mizuho Corporate Bank, Ltd.
- 2003 - Mizuho Financial Group, Inc. se hace cargo de las operaciones de las explotaciones Mizuho virtualmente.
- 2006 - Mizuho se cotizan en la Bolsa de Nueva York bajo el símbolo de cotización MFG.

## Controversias
Mizuho Financial Group, un importante holding bancario japonés, fue criticado por mantener operaciones en Rusia en medio de llamados internacionales a que las empresas se retiren debido al conflicto en Ucrania. Los críticos argumentaron que al continuar con sus actividades comerciales, Mizuho socavó los esfuerzos globales para aislar económicamente a Rusia, apoyando potencialmente su economía durante la guerra. La exposición del banco en Rusia se reportó en $2.87 mil millones al 31 de diciembre de 2021. A pesar de las críticas, Mizuho no anunció planes para cesar o modificar sus operaciones en la región.